# 相互送金
相互送金（そうごそうきん）とは、ゆうちょ銀行がかつて行なっていた、提携金融機関と相互に送金するサービスである。
2009年1月5日、ゆうちょ銀行が全国銀行データ通信システム（全銀システム）に接続し、日本国内のほぼすべての金融機関と相互に振込が可能になったことから、前営業日の2008年12月30日をもって廃止された。

## 概要
全銀システムを介さずにゆうちょ銀行と当該金融機関とが個別に提携・接続し、ゆうちょ銀行の振替口座・総合口座通帳（旧ぱ・る・る。通常貯金を含む）・通常貯蓄貯金と、提携金融機関の口座との間での相互送金を実現していた。
提携金融機関が限られている（都市銀行は一行もない）こと、取扱時間が限定的であることなどが難点である。利用率が低下している等を理由に本サービス廃止を待たずに撤退する金融機関もあった（詳細は後述）。
ゆうちょ銀行からの送金は、ゆうちょ銀行窓口（郵便局の代理店業務取扱窓口を含む）またはATMで行うが、利用可能時間が平日9:00〜15:00のみに限られ、ゆうちょダイレクト（旧ホームサービス）からの利用はできない。他方、提携金融機関からの送金は、窓口からのみ利用できるケースが多い（ATM・インターネットバンキングに対応する金融機関もある）。
ネットフリーマーケット・ネットオークションなどの個人間のネット取引の決済に利用されたり、本サービスを利用してワールドキャッシュへの入金する際にシティバンク銀行へ送金する、JTBグループの旅行積立である「たびたびバンクフリープラン」への入金する際に大垣共立銀行へ送金する等に活用されている。2005年1月に発行開始したジョイントカード「JTB郵貯たびたびバンク」の入金先は大垣共立銀行に固定されている。
なお、相互送金では、ゆうちょ銀行側については5桁-8桁（振替口座は6桁以下）の記号番号をそのまま用いている。全銀システム接続後は（相互送金の提携先であった金融機関との間においても）記号番号ではなく振込専用の店名・口座番号（記号番号から読替可能）を用いる。

## 提携金融機関
（統一金融機関コード順）
- 青森銀行
- みちのく銀行
- 荘内銀行
- スルガ銀行
- 大垣共立銀行
- 鳥取銀行
- 住友信託銀行
- 新生銀行
- シティバンク銀行
- 京葉銀行
- 東日本銀行
- みなと銀行
- 京都信用金庫
- 長野県信用組合
- 長崎県民信用組合
- 全ての労働金庫
  - 北海道労働金庫
  - 東北労働金庫
  - 中央労働金庫
  - 新潟県労働金庫
  - 長野県労働金庫
  - 静岡県労働金庫
  - 北陸労働金庫
  - 東海労働金庫
  - 近畿労働金庫
  - 中国労働金庫
  - 四国労働金庫
  - 九州労働金庫
  - 沖縄県労働金庫

### サービス廃止前に提携解消した金融機関
以下の金融機関では、利用率が低下しているなどを理由に本サービス廃止前に撤退している。
- 徳島銀行（2004年12月30日をもって取り扱い終了。郵貯（当時）相互送金提携先金融機関では初めての撤退）
- 香川銀行（2006年6月30日をもって取り扱い終了）

ただし上記2金融機関について、ゆうちょ銀行の全銀システム接続に伴い、2009年1月5日以降は相互振込が可能となっている。

## 料金

### ゆうちょ銀行→提携金融機関
- 窓口扱い 290円
- ATM扱い 270円（2006年4月1日改定）
  - ATM扱いの場合、民間金融機関同士での振込と同様に、送金先口座の名義が参照できた（民間金融機関ATMでは参照できない新生銀行などの口座も参照できていた）。

ゆうちょ銀行発足に伴う手数料改定は、相互送金に関しては行われなかった（振替口座からの振替による出金での送金となるため、印紙税の対象外）。

### 提携金融機関→ゆうちょ銀行
扱う金融機関によって方法・料金異なるが、例として青森銀行、みちのく銀行、荘内銀行、大垣共立銀行、住友信託銀行、新生銀行、東北労働金庫を取り上げる。一般の他行扱いと同額のケースもあったが、基本的に各金融機関ともに独自の手数料体系を設定していた。ゆうちょ銀行の全銀システム接続後は、いずれの金融機関も一般の他行扱いの手数料体系で振込が利用できる。
青森銀行
- ATM扱いのみ（平日9:00〜15:00のみ、青森銀行の通帳・キャッシュカード利用時のみ利用可能）
  - 3万円未満 525円
  - 3万円以上 735円

みちのく銀行
- 窓口扱いのみ
  - 3万円未満 630円
  - 3万円以上 840円

荘内銀行
- 窓口扱いのみ
  - 3万円未満 525円
  - 3万円以上 735円

大垣共立銀行
- 窓口扱い
  - 3万円未満 630円
  - 3万円以上 840円
- ATM扱い（平日9:00〜15:00のみ、自行キャッシュカード利用時）
  - 3万円未満 315円
  - 3万円以上 525円
- ATM扱い（平日9:00〜15:00のみ、現金利用時）
  - 3万円未満 420円
  - 3万円以上 630円
- スーパー・テレホンバンキング（オペレータ扱いのみ）
  - 3万円未満 315円
  - 3万円以上 525円

住友信託銀行
- 窓口扱い
  - 3万円未満 630円
  - 3万円以上 840円
- 住友信託ダイレクト（インターネットバンクサービス）24時間対応（1月1日〜3日は利用不可）
  - 3万円未満 210円
  - 3万円以上 420円
- 住友信託ダイレクト（テレホンバンクサービス）平日9:00〜21:00、土9:00〜17:00（日曜日・祝休日および12月31日・1月1日〜3日は利用不可）
  - 3万円未満 420円
  - 3万円以上 630円

新生銀行
- 窓口扱い（平日9:00〜15:00のみ）
  - 金額にかかわらず 600円
- ATM（平日9:00〜15:00のみ、新生銀行のキャッシュカード利用時のみ利用可能）
  - 金額にかかわらず 400円

新生パワーコール・新生パワーダイレクトでの取扱は不可
東北労働金庫
- 窓口扱いのみ
  - 1万円未満 420円
  - 1万円以上3万円未満 525円
  - 3万円以上 735円

## 註釈
1. 1 2  通帳の見開きページの「振替口座開設（送金機能）」の項目に○が機械印字されている事が条件。民営化前の通帳の場合は、「郵便振替口座開設」となっている項目に○が機械印字されている事が条件。